# Saxifraga flavida
Saxifraga flavida är en stenbräckeväxtart som beskrevs av H. Sm.. Saxifraga flavida ingår i Bräckesläktet som ingår i familjen stenbräckeväxter. Inga underarter finns listade i Catalogue of Life.